# Petru Caterev
Petru Caterev s-a născut pe data de 18 iunie 1947 în satul Viișoara, Edineț, aflat la 230 de kilometri distanță de capitală. A fost medic chirurg  Între anii 1990 și 1994 a fost deputat în Parlamentul Republicii Moldova, ales în Circumscripția nr. 189, raionul Călărași. A fost membru al Comisiei pentru ocrotirea sănătății și asistență socială. A votat Declarația de Independență.